# Wólka Łagowska
Wólka Łagowska dawniej też Łagowska Wola – wieś w Polsce położona w województwie mazowieckim, w powiecie zwoleńskim, w gminie Przyłęk. Ma status sołectwa.
| SIMC    | Nazwa      | Rodzaj                          |
| ------- | ---------- | ------------------------------- |
| 1058852 | Ćwiertnie  | część wsi (zniesiona w 2023 r.) |
| 1059047 | Kolonia    | część wsi (zniesiona w 2023 r.) |
| 1059219 | Na szosie  | część wsi                       |
| 1059366 | Pod Lasem  | część wsi                       |
| 1059544 | Stara Wieś | część wsi (zniesiona w 2023 r.) |

W latach 1975–1998 miejscowość administracyjnie należała do województwa radomskiego.
Wierni Kościoła rzymskokatolickiego należą do parafii św. Floriana w Łagowie Kozienickim.